# Liste der Stolpersteine in Prag-Čakovice

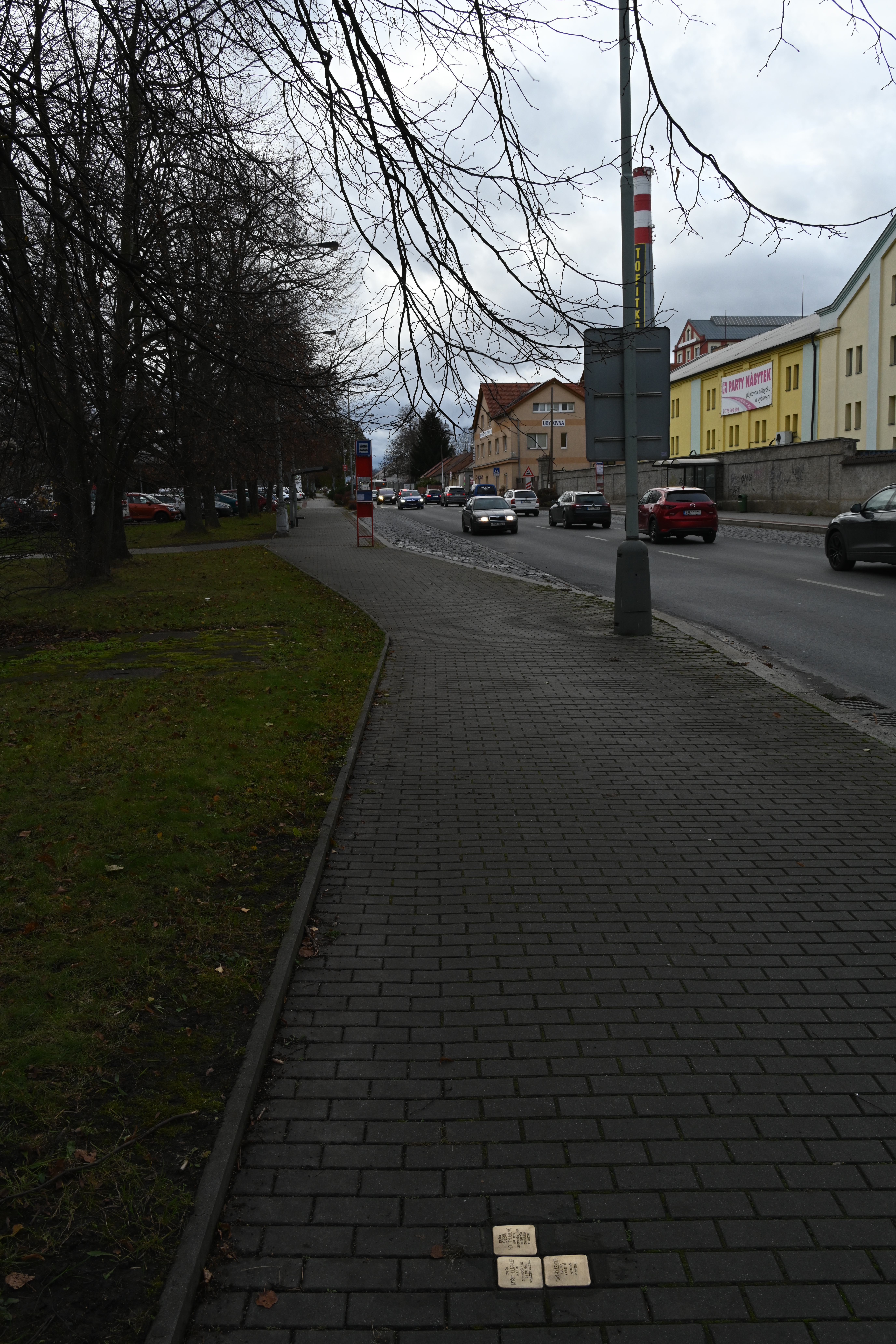
Stolpersteine für Familie Hollender

Die Liste der Stolpersteine in Prag-Čakovice listet die Stolpersteine im Stadtteil Čakovice in Prag auf. Die Stolpersteine erinnern an das Schicksal der Menschen, welche von den Nationalsozialisten ermordet, deportiert, vertrieben oder in den Suizid getrieben wurden.
Das tschechische Stolpersteinprojekt Stolpersteine.cz wurde 2008 durch die Česká unie židovské mládeže (Tschechische Union jüdischer Jugend) ins Leben gerufen und stand unter der Schirmherrschaft des Prager Bürgermeisters. Die Stolpersteine liegen vor dem letzten selbstgewählten Wohnort des Opfers. Die Stolpersteine werden auf Tschechisch stolpersteine genannt, alternativ auch kameny zmizelých (Steine der Verschwundenen).

## Verlegte Stolpersteine
Die Tabelle ist teilweise sortierbar; die Grundsortierung erfolgt alphabetisch nach dem Familiennamen.
| Stolperstein              | Übersetzung                                                                                        | Verlegort                           | Name, Leben                        |
| ------------------------- | -------------------------------------------------------------------------------------------------- | ----------------------------------- | ---------------------------------- |
|                           | HIER LEBTE OTA GOTTFRIED GEB. 1881 DEPORTIERT 1941 NACH THERESIENSTADT SCHICKSAL UNBEKANNT         | 22/18 Cukrovarská                   | Ota Gottfried (1881–1941/45)       |
|                           | HIER LEBTE ŽOFIE GOTTFRIEDOVÁ GEB. 1880 DEPORTIERT 1941 NACH THERESIENSTADT SCHICKSAL UNBEKANNT    | 22/18 Cukrovarská                   | Žofie Gottfriedová (1880–1941/45)  |
|                           | HIER LEBTE IVAN HOLLENDER GEB. 1942 IN THERESIENSTADT ERMORDET IN AUSCHWITZ                        | 12 Cukrovarská                      | Ivan Hollender (1942–1942/45)      |
|                           | HIER LEBTE MOŘIC HOLLENDER GEB. 1919 DEPORTIERT 1942 NACH THERESIENSTADT ERMORDET 29.7.1944        | 12 Cukrovarská                      | Mořic Hollender (1919–1944)        |
|                           | HIER LEBTE RŮŽENA HOLLENDEROVÁ GEB. 1924 DEPORTIERT 1942 NACH THERESIENSTADT ERMORDET IN AUSCHWITZ | 12 Cukrovarská                      | Růžena Hollenderová (1924–1942/45) |
| Baustelle (November 2024) | HIER LEBTE DR. MED. ARNOŠT MARODY GEB. 1896 DEPORTIERT 1941 NACH THERESIENSTADT ERMORDET 25.3.1944 | Dr. Marodyho 14/2, Ecke Cukrovarská | Arnošt Marody (1896–1944)          |
| Baustelle (November 2024) | HIER LEBTE LEOŠ MARODY GEB. 1929 DEPORTIERT 1941 NACH THERESIENSTADT ERMORDET IN AUSCHWITZ         | Dr. Marodyho 14/2, Ecke Cukrovarská | Leoš Marody (1929–1941/45)         |
| Baustelle (November 2024) | HIER LEBTE BERTA MARODYOVÁ GEB. 1907 DEPORTIERT 1941 NACH THERESIENSTADT ERMORDET IN AUSCHWITZ     | Dr. Marodyho 14/2, Ecke Cukrovarská | Berta Marody (1907–1941/45)        |

## Verlegedatum
- 9. November 2022[3]